# Yves Delacour
Yves Christian Victor Delacour (Le Perreux-sur-Marne, 15 de marzo de 1930-Férolles-Attilly, 14 de marzo de 2014) fue un deportista francés que compitió en remo. Participó en los Juegos Olímpicos de Melbourne 1956, obteniendo una medalla de bronce en la prueba de cuatro sin timonel.

## Palmarés internacional
| Juegos Olímpicos | Juegos Olímpicos      | Juegos Olímpicos  | Juegos Olímpicos   |
| Año              | Lugar                 | Medalla           | Prueba             |
| ---------------- | --------------------- | ----------------- | ------------------ |
| 1956             | Melbourne (Australia) | Medalla de bronce | Cuatro sin timonel |